# 八王子市母子殺害事件
八王子市母子殺害事件（はちおうじしぼしさつがいじけん）とは、2009年（平成21年）4月26日頃に東京都八王子市で発生した殺人事件である。

## 事件の概要
男性A（当時29歳）の両親は2009年4月27日頃からA一家（A、Aの妻、Aの息子）と連絡が取れなくなり、28日未明にA一家の暮らすマンションを訪ねたところ、Aの妻（当時27歳）と息子（当時3歳）が死亡しているのを発見した。警察が行方不明になっているAを重要参考人として捜索したところ、同日朝、華厳の滝でAの車や財布などが見つかる。5月9日、中禅寺ダムからの放水を止めての捜索が行われたが、遺体は発見できなかった。
警察は偽装自殺の可能性があるとして、5月18日にAを殺人容疑で全国に指名手配した（警察のホームページには記載されておらず、ポスター等も作られていないため、非公開の指名手配であると思われる）。

## 指名手配犯の特徴
- 身長158cm
- 痩せ型
- めがねをかけることもある。